# Birseckbahn (Unternehmen)

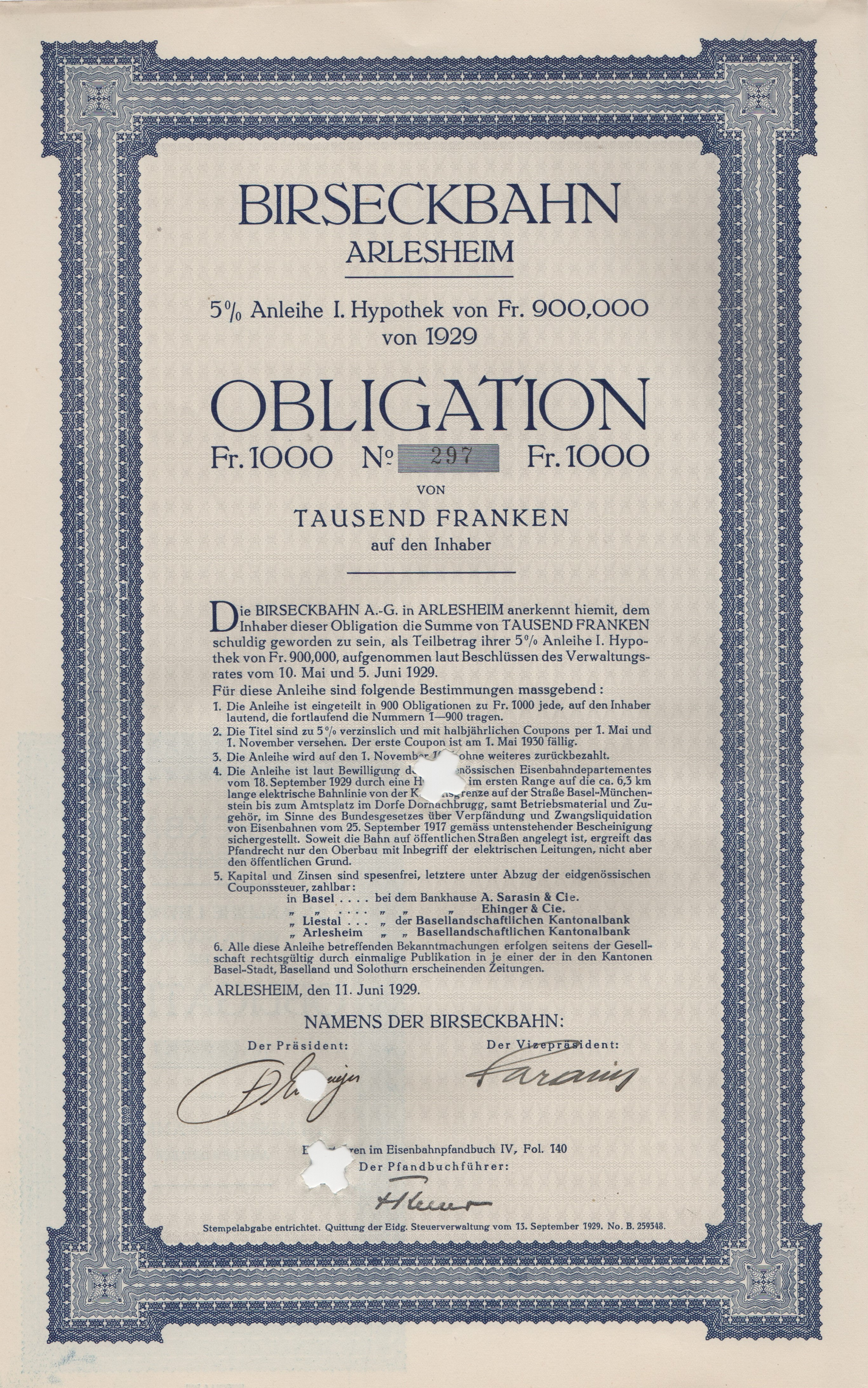
Obligation über 1000 Franken der Birseckbahn vom 11. Juni 1929

Die Birseckbahn, abgekürzt BEB, war eine Eisenbahngesellschaft in der Schweiz. Das in Arlesheim ansässige Unternehmen war Eigentümer und ab 1916 auch Betreiber der 1902 eröffneten Bahnstrecke Basel–Dornach. Im Stadtbereich von Basel befuhren die BEB-Wagen dabei auch das Basler Tramnetz. Die Gesellschaft fusionierte zum 1. Januar 1974 mit der Birsigtalbahn (BTB), der Trambahn Basel-Aesch (TBA) und der Basellandschaftlichen Ueberlandbahn (BUeB) zur damals neu gegründeten Baselland Transport AG (BLT).